# Almanach karaimski
Almanach Karaimski – czasopismo publikujące prace dotyczące kraimoznawstwa oraz innych dziedzin naukowych.

## Historia
Pierwszy numer pisma wyszedł  w 2007 roku pod redakcją Marioli Abkowicz i Anny Sulimowicz. Kolejny, drugi tom ukazał się w 2013 roku. Od tego czasu czasopismo jest wydawane jako rocznik. Czasopismo wydaje Bitik. Karaimska Oficyna Wydawnicza należąca do Związku Karaimów Polskich. Przed 2016 rokiem pismo otrzymało wsparcie finansowe od Ministra Administracji i Cyfryzacji, do 2019 od Ministerstwa Spraw Wewnętrznych i Administracji, a po 2019 od Ministra Kultury i Dziedzictwa Narodowego. 
Pismo publikuje prace historyczne, językoznawcze, kulturoznawcze, recenzje oraz sprawozdania w językach konferencyjnych (angielski, język niemieckiniemiecki, francuski) oraz w języku polskim, rosyjskim i tureckim. 
Redaktorem naczelnym czasopisma jest Mariusz Pawelec. W skład rady redakcyjnej wchodzą: Mariola Abkowicz Selim Chazbijewicz, Karina Firkavičiutė, Petr Kaleta, Artur Konopacki, Michał Németh, Kamil Stachowski, Anna Sulimowicz-Keruth.